# Municipio de Bethlehem (condado de Clark)
El municipio de Bethlehem (en inglés: Bethlehem Township) es un municipio ubicado en el condado de Clark en el estado estadounidense de Indiana. En el año 2010 tenía una población de 309 habitantes y una densidad poblacional de 6,42 personas por km².

## Geografía
El municipio de Bethlehem se encuentra ubicado en las coordenadas 38°32′45″N 85°27′36″O / 38.54583, -85.46000. Según la Oficina del Censo de los Estados Unidos, el municipio tiene una superficie total de 48.14 km², de la cual 47,33 km² corresponden a tierra firme y (1,69 %) 0,81 km² es agua.

## Demografía
Según el censo de 2010, había 309 personas residiendo en el municipio de Bethlehem. La densidad de población era de 6,42 hab./km². De los 309 habitantes, el municipio de Bethlehem estaba compuesto por el 97,41 % blancos, el 1,29 % eran amerindios, el 0,32 % eran asiáticos, el 0,32 % eran de otras razas y el 0,65 % eran de una mezcla de razas. Del total de la población el 1,29 % eran hispanos o latinos de cualquier raza.